# 누페넨 고개
누페넨 고개(이탈리아어: Passo della Novena, 독일어: Nufenenpass)는 스위스 내에서 포장도로가 있는 해발 2478m의 가장 높은 산길이다. 피조 갈리나 (북쪽)와 누페넨슈토크(남쪽) 정상 사이에 있다.
발레주의 울리헨에서 통과 도로는 브리크와 아이롤로를 연결하는 티치노주의 베드레토 계곡으로 이어진다. 길이 2,440m(vs 2,478m)에 있는 이름 없는 약간 낮은 고개에서 북쪽으로 1km 지점에 있기 때문에 두 계곡 사이의 가장 낮은 고개는 아니다.
도로는 비교적 최근에 건설되었으며 1969년 9월부터 자동차 통행이 허용되었다.
티치노강의 발원지는 고개 동쪽에 있다. 북쪽으로는 핀스터아어호른을 포함한 베른 알프스의 전망이 있으며 남쪽으로는 그리스 빙하의 전망이 있다.

## 갤러리

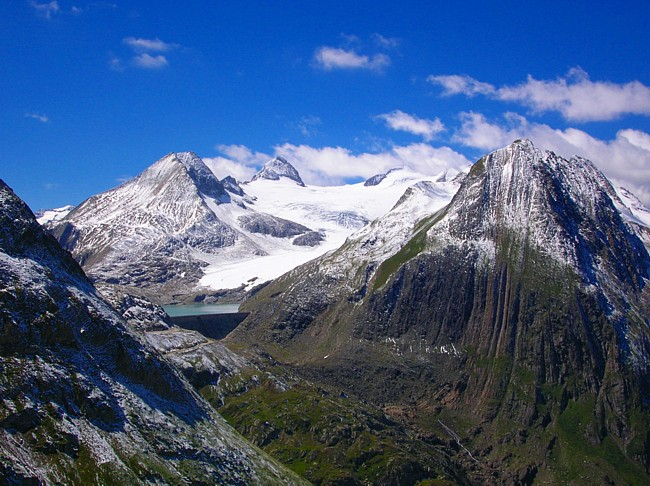
고개에서 본 그리스글레처 풍경

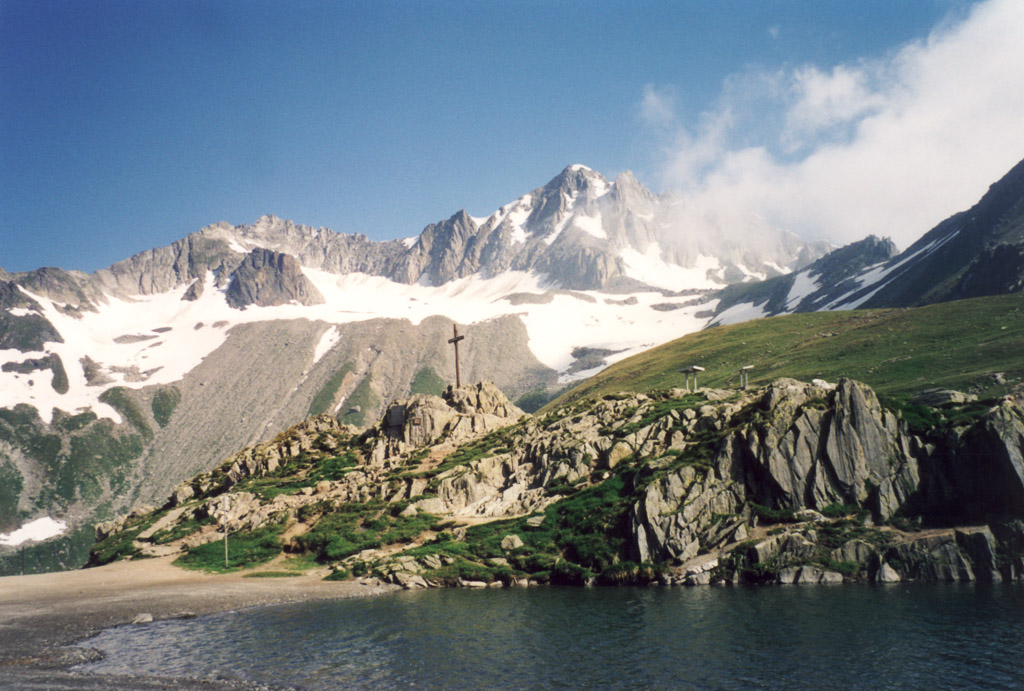
고개 풍경

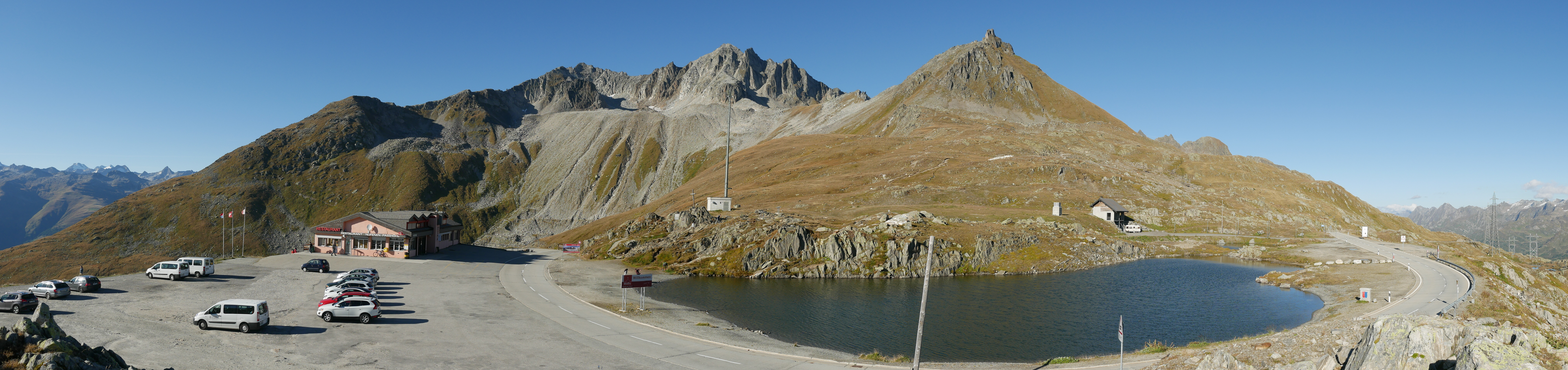
누페넨 고개